# Winnetka (Los Angeles)

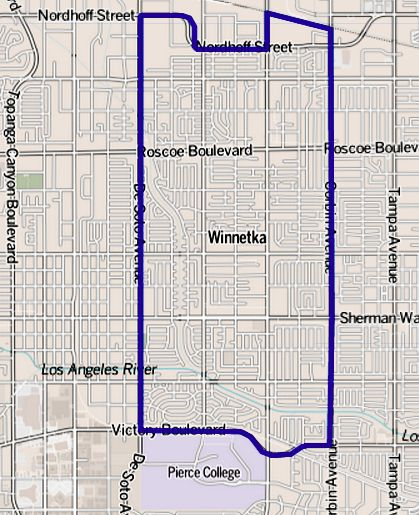
Carte du quartier de Winnetka

Winnetka est un quartier de la ville de Los Angeles, situé dans l'État de Californie.
La population était de 49 551 habitants en 2017.